# Shiro Azumi
Shiro Azumi, är en japansk tidigare fotbollsspelare.